# Atilio Ancheta
Atilio Ancheta   (Florida, 19 de juliol de 1948) fou un futbolista uruguaià de la dècada de 1970.
Fou 20 cops internacional amb la selecció de l'Uruguai.
Pel que fa a clubs, defensà els colors de Grêmio Foot-Ball Porto Alegrense.